# Атлантропа
Атлантропа, известна и като Пантропа, е огромен инженерен проект, разработен от германския архитект Херман Соргел през 1920-те години и защитаван от него до самата му смърт през 1952 г.
Централната част на проекта била язовирна стена, която да бъде построена през Гибралтарския проток. Тя щяла да произвежда необятно количество хидроелектрическа енергия и ще доведе до спад на нивото на Средиземно море с повече от 200 метра, като открие много нови земи за заселване, като например почти ще пресуши Адриатическо море.
Соргел смятал, че със своя план, предвиден да бъде изпълнен за един век, ще се открие една нова алтернатива за колонизиране на нови територии. Атлатропа би произвела земя, храна, работа, електричество, и, най-вече, нова форма на Европа и съседната Африка.
Движението Атлантропа, просъществувало няколко десетилетия, се основавало на няколко точки :
- пацифизъм, с обещанието технологиите да се използват само за мир;
- паневропейско движение, виждащо проекта като начина да се обедини опустошена от войната Европа;
- нови десни (и дори расистки) движения, отнасящи се към Африка (която щяла да се обедини с Европа през „Атлантропа“) и
- нова колониална геополитика, която разглежда светът разделен на три блока, Америка, Азия и Атлантропа.

Проекта изживял истински бум от последователи при представянето си, през 20-те и 30-те години, и още веднъж след края на Втората световна война, но бил забравен след смъртта на автора на идеята Соргел.

## Проектът
Утопичната цел щяла да разреши всички проблеми на европейската цивилизация, като създаде нов континент Атлантропа, съставен от Европа и Африка, населен от европейци (които трябвало да изживеят демографски бум заради проекта, за разлика от изчезващите африканци). Соргел бил убеден, че, за да може Европа да стане конкурентоспособна с Америка и зараждащото се Пан-азиатско движение, трябва да бъде самоосигуряваща се, а това означава територии във всички климатични зони, затова било необходимо колонизирането на Африка. Атлантропа щяла да достави необходимо електричество за развиване на индустрията. Огромни територии щели да се освободят за селско стопанство – включително пустинята Сахара, която щяла да бъде напоявана с помощта на три изкуствено създадени езера в Африка. Огромната работа, предвидена да продължи над век, щяла да реши проблемите с безработицата и свръхпопулацията. Соргел вярвал, че ефектът върху климата ще бъде минимален, а Близкият изток, под контрола на Европа, може да служи както за допълнителна енергия, така и за буферна държава срещу Жълтата опасност.
Материалът, изработен от Соргел и последователите му, включва карти, планове, и модели на язовирни стени и пристанища на Средиземно море, предложения за стената на Гибралтарския проток, увенчана с 400 метрова кула, проектирана от Петер Бехренс, изчисления върху разрастването на селското стопанство, и дори план за запазването на Венеция под вода, като културна забележителност. Проблеми като земетресения, климатични промени, атаки и бъдещето на африканската култура били избягвани често, въпреки че са изключително важни.
Проектът никога не събрал нужната подкрепа, заради фантастичността на плановете за Евроцентрична експанзия. При нацистите планът бил игнориран като противоположен на техните планове за Евро-азиатска империя. Италианците били против заради зависимостта на повечето от градовете им от морето. След ВСВ, интересът бил възобновен от Западните съюзници като решение да се заздравят връзките с Африка за обща война срещу социализма, но изобретяването на атомната енергия, цената на презастрояването и краят на колониализма представили Атлантропа като технологично ненужна и политически неизпълнима. Институтът Атлантропа продължил съществуването си до 1960.

## В изкуството
В Star Trek: The Motion Picture, Гибралтарския проток е преграден с язовирна стена.
Григорий Гребнев, съветски научнофантастичен писател, развива идеята в роман от 1950 г. В нея неонацисти заплашват социалистическите държави по целия свят, като преграждат Средиземно море. Романът разглежда проекта и от инженерна гледна точка, като се опитва да реши някои от проблемите му.
В Човекът във високия замък на Филип К. Дик от 1962 г. нацистите пресушават Средиземно море като един от многото си проекти. Средиземно море е пресушено също и в книга на сър Артър Кларк.
В играта Railroad Tycoon II: The Next Millennium, стена е построена през Гибралтарския проток.